# بحیراب
بحیراب (به لاتین: Bhairab) یک منطقهٔ مسکونی در بنگلادش است که در ناحیه کیشورگنج واقع شده‌است. بحیراب ۱۳۹٫۳۲ کیلومتر مربع مساحت و ۲۹۸٬۳۰۹ نفر جمعیت دارد و ۱۶ متر بالاتر از سطح دریا واقع شده‌است.